# 馬特卡斯
36°36′44″N 3°59′16″E / 36.6121°N 3.9878°E

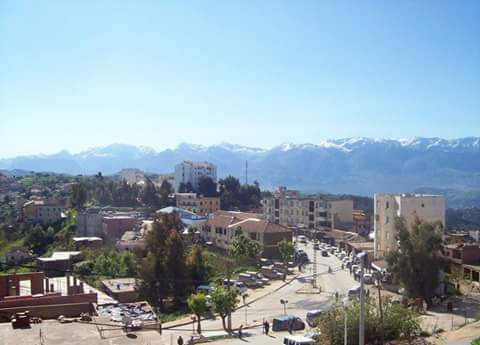
馬特卡斯俯视图

馬特卡斯（阿拉伯语：‎），是阿爾及利亞的城鎮，位於該國北部，由提濟烏祖省負責管轄，是馬特卡區的首府，面積45平方公里，2008年人口32,121，人口密度每平方公里709人。